# Осцилляции Зенера — Блоха
Осцилляции Зенера — Блоха — колебания частицы, движущейся в периодическом потенциале, под действием постоянной силы. Примером системы, в которой могут реализоваться такие колебания, является кристаллическое твердое тело. В реальных кристаллах создать условия для наблюдения осцилляций Зенера — Блоха трудно, однако они наблюдались в искусственных системах, например, сверхрешётках.
Кларенс Зенер рассмотрел такие колебания для электронов кристалла во внешнем электрическом поле. Феликс Блох обобщил теорию на случай любых частиц и любых сил.

## Квазиклассическое рассмотрение
Если пренебречь межзонными переходами электронов в присутствии внешнего электрического поля {\displaystyle \mathbf {E} }, то перемещения электрона в k-пространстве полностью определяется вторым законом Ньютона:
{\displaystyle \hbar \;{\frac {dk}{dt}}=-e\mathbf {E} }.
Где {\displaystyle e} —- элементарный заряд (в этих обозначениях заряд электрона равен {\displaystyle -e=-1,6\cdot 10^{-19}} Кл). При отсутствии столкновений электрон проходит во всей первой зоне Бриллюэна, отражается от её границы, снова пересекает зону, и вновь отражается на границе. В результате такое движение электрона в зоне под действием постоянного электрического поля имеет характер осцилляций в {\displaystyle \mathbf {k} }-пространстве, а значит и в обычном пространстве. Эти осцилляции получили название осцилляций Зенера (частичный случай электрического поля) и Блоха (общий случай действия потенциального поля какой-либо природы).
Пусть поле {\displaystyle \mathbf {E} } направлено вдоль вектора обратной решётки {\displaystyle \mathbf {K} }, определяющий положение границы зоны Бриллюэна, отражающей электроны. За одну осцилляцию электрон проходит расстояние {\displaystyle K}. Если {\displaystyle K={\frac {2\pi }{a}}}, где {\displaystyle a} — постоянная решетки, то циклическая частота равна:
{\displaystyle \omega _{z}={\frac {eEa}{\hbar \;}}}.
Поскольку {\displaystyle a\approx \;3}A, для поля {\displaystyle 2\cdot 10^{6}} В/м, то частота составляет около {\displaystyle 10^{13}} Гц. Осцилляции ограничены в пространстве. В такой ситуации потенциал возмущения {\displaystyle e\mathbf {E} \mathbf {r} } видоизменяет энергетические уровни в зоне. И состояния, энергия которых отличается на величину {\displaystyle eEa} изменяют энергии вдоль краёв зоны. Равные энергии создают т. н. штарковскую лестницу, названную так, поскольку её возникновение напоминает эффект Штарка в атомной физике. Ясно, что амплитуда {\displaystyle L_{z}}, пространственных осцилляций определяется шириной зоны {\displaystyle W_{b}}:
{\displaystyle L_{z}={\frac {W_{b}}{2eE}}}
Так как на элементарную ячейку приходится одно состояние, то общее количество осцилляций остаётся неизменной величиной, однако интервалы между соседними уровнями энергии остаются конечными и одинаковыми.

## Квантовая теория[2]
Волновая функция электрона в состоянии Зенера — Блоха, очевидно отличается от бегущей волны, поскольку {\displaystyle \mathbf {k} } уже не является хорошим квантовым числом. Рассматривая приложенный потенциал, как возмущение, находим:
{\displaystyle {\big (}H_{0}^{*}-e\mathbf {E} \cdot \mathbf {r} {\big )}\psi _{z}=E_{z}\psi _{z}}-
{\displaystyle \psi _{z}=V^{-{\frac {1}{2}}}\sum _{\mathbf {k} }^{\propto }\;c_{k}\phi _{k}(\mathbf {r} )}
где {\displaystyle \psi _{k}(\mathbf {r} )} — зонные функции Блоха, {\displaystyle {\hat {H}}_{0}^{*}=p^{2}/2m^{*}}. Теория возмущений даёт
{\displaystyle c_{k'}=\sum _{\mathbf {k} }^{\propto }\;{\frac {c_{k}\left\langle \mathbf {k'} |-eE\mathbf {r} |\mathbf {k} \right\rangle }{W_{z}-W_{k'}}}}.
Матричный элемент удобнее всего вычислять учитывая
{\displaystyle \mathbf {r} \exp(i\mathbf {k} \mathbf {r} )=-i\nabla _{k}\exp(i\mathbf {k} \mathbf {r} )}.
Переходя от суммирования по {\displaystyle \mathbf {k} } к интегрированию с помощью соотношения
{\displaystyle \sum _{\mathbf {k} }\;\to \int _{}^{}{\frac {V}{8\pi ^{3}}}\,d\mathbf {k} },
и интегрируя по частям, используя свойство ортогональности плоских волн, получаем:
{\displaystyle \sum _{\mathbf {k} }^{\propto }\;c_{k}\left\langle \mathbf {k'} |-e\mathbf {E} \mathbf {r} |\mathbf {k} \right\rangle =-e\mathbf {E} \Delta _{k}c_{k}\delta _{kk'}}-
откуда находим производные
{\displaystyle {\frac {dc_{k}}{d\mathbf {k} }}={\frac {i(W_{z}-W_{k})c_{k}}{eE}}},
как и
{\displaystyle c_{k}=c_{0}\exp \left\lbrace \int _{}^{}{\frac {i(W_{z}-W_{k})}{eE}}\,d\mathbf {k} \right\rbrace }.
Для того, чтобы периодичность волновой функции сохранялась, функция {\displaystyle c_{k}} должна быть периодической. Если положить
{\displaystyle W_{k}=W_{0}+W(\mathbf {k} ),}
где {\displaystyle W_{k}=W_{0}} — энергия центра зоны, то с условия периодичности вытекает равенство энергий
{\displaystyle W_{z}-W_{0}=e\mathbf {E} n'(\mathbf {a} ),}
где {\displaystyle n'} — целое число, а {\displaystyle \mathbf {a} } — вектор элементарной ячейки. В результате, состояние, которому отвечает собственное значение {\displaystyle W_{z}}, локализовано в пространстве у элементарной ячейки, расположенной в точке {\displaystyle n'\mathbf {a} }, откуда полагая {\displaystyle n'\mathbf {a} =\mathbf {r} }, находим
{\displaystyle c_{k}=c_{0}\exp \left\lbrace -i{\big (}\mathbf {k} \mathbf {r_{0}} \int _{}^{}{\frac {iW_{k}}{eE}}\,d\mathbf {k} {\big )}\right\rbrace }.
Волновые функции Блоха здесь принимают вид
{\displaystyle \psi _{z}=V^{-1/2}c_{0}\sum _{\mathbf {k} }^{\propto }\;u_{k}(\mathbf {r} )\exp \left\lbrace i\int _{}^{}{\frac {W(\mathbf {k} )}{eE}}\,d\mathbf {k} -i\mathbf {k} (\mathbf {r_{0}-r} )\right\rbrace .}
Теперь можно использовать простую модель, описывающую зону по направлению поля {\displaystyle \mathbf {E} }:
{\displaystyle W\mathbf {k} =-{\frac {W_{b}}{2}}\cos ka}
{\displaystyle -{\frac {\pi }{a}}<k<{\frac {\pi }{a}},}
где {\displaystyle W_{b}} — ширина зоны. Далее предполагаем, что функция {\displaystyle u_{k}(\mathbf {r} )} от {\displaystyle \mathbf {k} }. Тогда
{\displaystyle \psi _{z}=V^{-1/2}c_{0}u(\mathbf {r} )\sum _{\mathbf {k} }^{\propto }\;\exp \left\lbrace -{\frac {iW_{b}\sin {ka}}{2eEa}}-i\mathbf {k} \mathbf {r_{0}-r} \right\rbrace =}
{\displaystyle =c_{0}u(\mathbf {r} )J_{n}({\frac {W_{b}}{2eEa}}),\quad n=(x_{0}-x)/a,}
где {\displaystyle J_{n}(z)} — функция Бесселя, {\displaystyle n} — целое число, а поле направлено вдоль оси {\displaystyle x}. У точки {\displaystyle x=x_{0}} функция {\displaystyle J_{n}(z)} ведет себя подобно стоящей волны с волновым вектором величины {\displaystyle \pi /2a}, то есть длина волнового вектора ровная половине расстоянии от центра зоны Бриллюэна к его границе. Когда {\displaystyle |x_{0}-x|\gg \,a}, асимптотическое разложение даёт
{\displaystyle J_{n}\left({\frac {W_{b}}{2eEa}}\right)\approx \;{\frac {(-1)^{|x_{0}-x|/a}}{(2\pi |x_{0}-x|/a)^{1/2}}}\left({\frac {e_{n}L_{z}}{2|x_{0}-x|}}\right)^{|x_{0}-x|/a}},
где {\displaystyle L_{z}} — классическая амплитуда пространственных осцилляций, а {\displaystyle e_{n}} — основание натуральных логарифмов. Ясно, что при {\displaystyle |x_{0}-x|>e_{n}L_{z}/2} волновая функция очень быстро затихает. Она уменьшается при {\displaystyle |x_{0}-x|\rightarrow 0}, достигая максимума в точке {\displaystyle |x_{0}-x|=L_{z}/2}. Поведение этой волновой функции качественно напоминает поведение гармоничного осцилятора — она растет у концов отрезка, соответствующие классическим точкам поворота. С тем, чтобы наблюдать это явление необходимо удовлетворить условия
{\displaystyle \omega _{z}\tau >1,}
где {\displaystyle \tau } — время между столкновениями. Обычно расчет времени {\displaystyle \tau } проводят для состояний, близких к краям зоны. Типичные значения {\displaystyle \tau } около {\displaystyle 10^{-13}} с. В результате, электрон который осуществляет колебания Зинера — Блоха, большую часть времени находится около краёв зоны, и потому разумно принять оценку времени около {\displaystyle 10^{-13}}. Для этой цели необходимо создать поля, которые превысят {\displaystyle 2\cdot 10^{6}} В/м. Во многих случаях такое сильное поле может привести к пробою полупроводника.

## Сноски
1. ↑  Clarence Zener. Теория электрического пробоя твёрдых диэлектриков // Proc. Roy. Soc. А.. — 1934. — Т. 145. — С. 523 — 529. — doi:10.1098/rspa.1934.0116. Архивировано 9 мая 2019 года.
2. ↑  Ридли Б. Квантовые процессы в полупроводниках / Пер. с англ. И. П. Звягин, А. Г. Миронов. — М.: Мир, 1986. — 304 с.